# Mezinárodní varhanní festival Olomouc
Mezinárodní varhanní festival Olomouc se koná každý rok v září na největším varhanním nástroji v ČR v chrámu sv. Mořice v Olomouci. Zakladatelem a presidentem festivalu byl prof. Antonín Schindler (1925-2010), současným dramaturgem je svatomořický varhaník Karel Martínek a pořadatelem je Moravská filharmonie Olomouc

## Interpreti podle ročníků festivalu
Mezinárodní varhanní festival Olomouc 1969
29.9. – Jiří Reinberger (ČR)
1.10. – Hans Haselböck (Rakousko)
3.10. – Herman Verschraegen (Belgie)
6.10. – Piet Post (Nizozemí)
8.10. – Jean-Jacques Grunenwald (Francie)
Mezinárodní varhanní festival Olomouc 1970
21.9. – Ferenc Gergely (Maďarsko)
25.9. – Catharine Crozier (USA)
28.9. – Jósef Serafin (Polsko)
30.9. – Odile Pierre – (Francie)
2.10. – Alena Veselá (ČR)
Mezinárodní varhanní festival Olomouc 1971
23.8. – Christian Collum (Německo)
28.8. – Michael Schneider (Německo)
2.9. – Sebestyén Pécsi (Maďarsko)
6.9. – Wijnand van de Pol (Itálie)
10.9. – Ferdinand Klinda (Slovensko)
Mezinárodní varhanní festival Olomouc 1972
28.8. – Hugo Lepnurm (Estonsko)
31.8. – David Pizarro (USA)
5.9. – André Luy (Švýcarsko)
7.9. – Joseph Gerstenengst (Rumunsko)
11.9. – Milan Šlechta (ČR)
Mezinárodní varhanní festival Olomouc 1973
16.8. – Kamila Klugarová (ČR)
20.8. – Rolf Uusväli (Estonsko)
23.8. – Anton Göttler (Německo)
28.8. – Hans Haselböck (Rakousko)
30.8. – Endré Kovacs (Maďarsko)
Mezinárodní varhanní festival Olomouc 1974
26.8. – Jiří Reinberger (ČR)
29.8. – Johannes-Ernst Köhler (Německo)
2.9. – Ture Olsson (Švédsko)
5.9. – Feliks Raczkowski (Polsko)
9.9. – David Pizarro (USA)
Mezinárodní varhanní festival Olomouc 1975
25.8. – Dan Victor (Rumunsko)
28.8. – István Ella (Maďarsko)
1.9. – Arlette Heudron (Francie)
4.9. – Wijnand van De Pol (Itálie)
8.9. – Jiří Ropek (ČR)
Mezinárodní varhanní festival Olomouc 1976
26.8. – Jevgenia Lisicina (Rusko)
30.8. – Johannes-Ernst Köhler (Německo)
2.9. – Jennifer Bate (Anglie)
6.9. – Piet Post (Nizozemí)
9.9. – Ivan Sokol (Slovensko)
Mezinárodní varhanní festival Olomouc 1977
25.8. – Jan Jargoň (Polsko)
29.8. – Neva Kristeva (Bulharsko)
1.9. – Andre Luy (Švýcarsko)
5.9. – Michael Schneider (Německo)
8.9. – Josef Pukl (ČR)
Mezinárodní varhanní festival Olomouc 1978
24.8. – Željko Marasovič (Jugoslávie)
28.8. – Markku Heikinheimo (Finsko)
31.8. – Peter Schwarz (Německo)
4.9. – Sándor Margittay (Maďarsko)
7.9. – Ivan Sokol (Slovensko)
Mezinárodní varhanní festival Olomouc 1979
30.8. – Johannes-Ernst Köhler (Německo)
3.9. – Oleg Jančenko (Rusko)
6.9. – Karel Pokora (ČR)
10.9. – Louis Robilliard (Francie)
13.9. – David Pizarro (USA)
Mezinárodní varhanní festival Olomouc 1980
28.8. – Zsuza Elekes (Maďarsko)
1.9. – Michael Schneider (Německo)
4.9. – Malcolm Rudland (Anglie)
8.9. – Leon Bator (Polsko)
11.9. – Jan Hora (ČR)
Mezinárodní varhanní festival Olomouc 1981
27.8. – Neva Kristeva – Naumov (Bulharsko)
31.8. – Ilse Maria Reich (Rumunsko)
3.9. – Kamila Klugarová (ČR)
7.9. – Elsa Bolzonello Zoja (Itálie)
10.9. – Jennifer Bate (Anglie)
Mezinárodní varhanní festival Olomouc 1982
26.8. – Irma Skuhrová (Slovensko)
30.8. – Zsuza Elekes (Maďarsko)
2.9. – Boris Romanov (Rusko)
6.9. – Peter Schwarz (Německo)
9.9. – Martin Haselböck (Rakousko)
Mezinárodní varhanní festival Olomouc 1983
25.8. – Václav Rabas (ČR)
29.8. – Leon Bator (Polsko)
1.9. – Hans Otto (Německo)
5.9. – Heribert Breuer (Německo)
8.9. – John Scott (Anglie)
Mezinárodní varhanní festival Olomouc 1984
27.8. – Victor Dan (Rumunsko)
30.8. – István Baroti (Maďarsko)
3.9. – Milan Šlechta (ČR)
6.9. – Stanislas Deriemaeker (Belgie)
10.9. – Stefano Innocenti (Itálie)
Mezinárodní varhanní festival Olomouc 1985
26.8. – Leopoldas Digrys (Litva)
29.8. – Erich Piasetzki (Německo)
2.9. – Elisabeth Brinsden (Austrálie)
5.9. – Michael Austin (Dánsko)
9.9. – Alena Veselá – Zuzana Růžičková (ČR)
Mezinárodní varhanní festival Olomouc 1986
1.9. – Miroslawa Semeniuk – Podraza (Polsko)
4.9. – Felician Rosca (Rumunsko)
8.9. – Jea Michel Guerra (Francie)
11.9. – Mari Kodama (Japonsko)
15.9. – Věra Heřmanová (ČR)
Mezinárodní varhanní festival Olomouc 1987
31.8. – Oleg Jančenko (Rusko)
3.9. – Ferdinand Klinda (Slovensko)
7.9. – Janka Hekimova (Bulharsko)
10.9. – Björn Boysen (Norsko)
14.9. – José Enriqur Ayarra Jarne (Španělsko)
Mezinárodní varhanní festival Olomouc 1988
25.8. – Vladimír Rusó (Slovensko)
29.8. – Petr Sovadina (ČR)
1.9. – Hans-Günter Wauer (Nemecko)
5.9. – Gijsbert Lekkerkerker (Nizozemí)
8.9. – Irmtraud Krüger (Německo)
12.9. – Miklós Szekely (Maďarsko)
Mezinárodní varhanní festival Olomouc 1989
28.8. – James Welch (USA)
31.8. – Kamila Klugarová (ČR)
4.9. – Jengenie Lisicina (Rusko)
7.9. – Jerzy Dziubinski (Polsko)
11.9. – Melánie Pustějovská (ČR)
14.9. – Piet Kee (Nizozemí)
Mezinárodní varhanní festival Olomouc 1990
27.8. – Jiřina Pokorná (ČR)
30.8. – Ljeka Očič-Turkulin (Jugoslávie)
3.9. – Emilia Dzemjanová (Slovensko)
6.9. – Zsuzsa Elekes (Maďarsko)
10.9. – Mario Duella (Itálie)
13.9. – Hans Haselböck (Rakousko)
Mezinárodní varhanní festival Olomouc 1991
2.9. – Arturo Sacchetti (Vatikán)
5.9. – Anna Dzioba (Polsko)
9.9. – Christoph F. Lorenz (Německo)
12.9. – Rose Kirn (Německo)
Mezinárodní varhanní festival Olomouc 1992
31.8. – Věra Heřmanová (ČR)
3.9. – Hans Haselböck (Rakousko)
7.9. – Georges H. Pantillon
9.9. – David Pizarro (USA)
14.9. – José E. Ayarra Jarne
Mezinárodní varhanní festival Olomouc 1993
30.8. – Heinz Lohmann (Německo)
2.9. – Günther Kaunzinger (Německo)
6.9. – David Titterington (Anglie)
9.9. – Kurt Rapf (Rakousko)
13.9. – Young Yang-Hee (Korea)
Mezinárodní varhanní festival Olomouc 1994
5.9. – Ruth Spitezenberger (Německo)
8.9. – Elizabeth Roloff (Izrael)
12.9. – Kei Koito (Japonsko)
15.9. – Irmtraud Krüger-Tarr (Německo)
19.9. – Alena Veselá – Zuzana Růžičková (ČR)
Mezinárodní varhanní festival Olomouc 1995
4.9. – Gillian Weir (Anglie)
8.9. – Jaroslav Tůma (ČR)
11.9. – Věra Heřmanová (ČR)
14.9. – Ferdinand Klinda (Slovensko)
18.9. – Viktor Lukas (Německo)
Mezinárodní varhanní festival Olomouc 1996
5.9. – Susan Landale (Anglie)
9.9. – Petr Planý (ČR)
12.9. – Georges Athanasiades (Švýcarsko)
16.9. – Myung-Ja Cho Kim (Korea)
19.9. – Günther Kaunzinger  (Německo)
Mezinárodní varhanní festival Olomouc 1997
1.9. – Melánie Pustějovská (ČR)
4.9. – P. Dominikus Trautner (Německo)
8.9. – Rose Kirn (Německo)
11.9. – Jevgenia Semenia (Rusko)
15.9. – Michel Estellet – Brune (Francie)
Mezinárodní varhanní festival Olomouc 1998
3.9 – Hans Haselböck (Rakousko)
7.9. – Jaroslav Tůma (ČR)
10.9. – Merrill N. Davis III. (USA)
14.9. – Franz Dansagmüller (Rakousko)
17.9. – Günther Kaunzinger (Německo)
Mezinárodní varhanní festival Olomouc 1999
6.9. – Irena Chřibková (ČR)
9.9. – Lionel Rogg (Švýcarsko)
13.9. – Philippe Brandeis (Francie)
16.9. – Bruno Oberhammer (Rakousko)
20.9. – Emília Dzemjanová (Slovensko)
Mezinárodní varhanní festival Olomouc 2000
7.9. – Eva Bublová (ČR)
11.9. – Jaroslav Tůma (ČR)
14.9. – Rino Rizzato (Itálie)
18.9. – Duo Luisella a Emilio Traverso (Itálie)
21.9. – Yoshimi Oshima – Shizuka Ishikava (Japonsko)
Bohuslav Matoušek  - Ivo Anýž – Petr Hejný – Jaroslav Tůma (ČR)
Mezinárodní varhanní festival Olomouc 2001
6.9. – Alfréd Baczkowicz (Polsko)
10.9. – Marcus Eichenlaub (Německo)
13.9. – Emanuel Amtmann (Rakousko)
17.9. – Imrich Szabó (Slovensko)
20.9. – Gerard Legierse (Nizozemí)
Mezinárodní varhanní festival Olomouc 2002
5.9. – Klaus Linsenmeyer (Německo)
9.9. – Ennio Cominetti (Itálie)
12.9. – Rino Rizzato (Itálie)
16.9. – Masaaki Tsukioka (Japonsko)
19.9. – Julian Gembalski (Polsko)
Mezinárodní varhanní festival Olomouc 2003
4.9. – Jaroslav Tůma (ČR)
8.9. – Julian Gembalski (Polsko)
11.9. – Naji Hakim (Libanon – Francie)
15.9. – Gregory D'Agostino (USA)
18.9. – Věra Heřmanová (ČR)
Mezinárodní varhanní festival Olomouc 2004
6.9. – Merrill N. Davis III. (USA)
9.9. – Tomáš Thon – Marek Eben (ČR)
13.9. – d'Arcy Trinkwon (Anglie)
16.9. – Gűnther Kaunzinger (Německo)
20.9. – Irena Chřibková (ČR)
Mezinárodní varhanní festival Olomouc 2005
5.9. – José Enrique Ayarra Jarne (Španělsko)
8.9. – James Kibbie (USA)
12.9. – Zuzana Růžičková – Jaroslav Tůma (ČR)
15.9. – Naji Hakim (Francie)
19.9. – Reitze Smits (Nizozemí)
Mezinárodní varhanní festival Olomouc 2006
7.9. – Petr Planý (ČR)
11.9. – Mario Perestegi (Chorvatsko)
14.9. – Justin Bischof (USA)
18.9. – Gerhard Weinberger (Německo)
21.9. – Kateřina Chroboková (ČR)
Mezinárodní varhanní festival Olomouc 2007
6. 9. – Georges Athanasiades (Švýcarsko)
10. 9. – Pavel Kohout (ČR)
13. 9. – Petr Čech (ČR)
17. 9. – Roberto Bertero (Itálie)
20. 9. – Gerhard a Beatrice-Maria Weinberger (Německo)
Mezinárodní varhanní festival Olomouc 2008
4.9. – Karel Paukert (ČR-USA)
8.9. – Olivier Latry (Francie)
11.9. – Reitze Smits (Nizozemí)
15.9. – Jean Guillou (Francie)
18.9. – Naji Subhy Hakim (Libanon – Francie)
Mezinárodní varhanní festival Olomouc 2009
3.9. – Irena Chřibková (ČR)
7.9. – Gunter Rost (Rakousko)
10.9. – Jaroslav Tůma (ČR)
14.9. – Bernadetta Šuňavská (Slovensko)
17.9. – Tomáš Thon – Schola Gregoriana Pragensis (ČR)
Mezinárodní varhanní festival Olomouc 2010
6.9. – Kateřina Chroboková (ČR)
9.9. – Marek Kozák (ČR)
13.9. – Joachym Grubich (Polsko)
16.9. – Drahoslav Gric (ČR)
20.9. – Gunter Rost (Rakousko)
Mezinárodní varhanní festival Olomouc 2011
5.9. – Aleš Bárta (ČR)
8.9. – Johannes Gebhardt (Německo)
12.9. – Georgij Kurkov (Ukrajina)
15.9. – Zuzana Ferjenčíková (Rakousko)
19.9. – Karel Martínek (ČR)
Mezinárodní varhanní festival Olomouc 2012
6.9. – Petr Rajnoha (ČR)
10.9. – Martin Jakubíček (ČR)
13.9. – Ernst Wally (Rakousko)
17.9. – Justin Bischof (USA)
20.9. – Monika Melcová (ČR – Francie)
Mezinárodní varhanní festival Olomouc 2013
5.9. – Adriano Falcioni (Itálie)
9.9. – Marek Vrábel (Slovensko)
12.9. – Michael Bártek (ČR – Francie)
16.9. – Drahomíra Matznerová – Miroslav Laštovka (ČR)
19.9. – Thierry Escaich (Francie) – Ladislav Bilan (ČR)
Mezinárodní varhanní festival Olomouc 2014
4.9. – Karel Martínek (ČR)
8.9. – Philippe Lefebvre (Francie)
11.9. – Ben van Oosten (Nizozemí)
15.9. – Martin Sander (Německo)
18.9. – Petr Čech – Alena Čechová (ČR)
Mezinárodní varhanní festival Olomouc 2015
3.9. – Karel Martínek – Jumping drums
7.9. – Kateřina Chroboková (ČR)
10.9. – Jean-Pierre Leguay (Francie)
14.9. – Carsten Klomp (Německo)
17.9. – Henryk Gwardal (Alandské ostrovy / Finsko)
21.9. – Marek Stefański a Agnieszka Radwan-Stefańska (Polsko)
Mezinárodní varhanní festival Olomouc 2016
5.9. – Pavel Svoboda (ČR)
8. 9. – Giampaolo di Rosa (Itálie)
12.9. - Wladyslaw Szymanski (Polsko) 
15.9. - Olivier Latry (Francie)
19.9. - Sergio Orabona (Německo)
Mezinárodní varhanní festival Olomouc 2017
4.9. - Franz Lörch (Německo)
7.9. - Tuomas Pÿrhonen (Finsko)
11.9. – Edward de Geest (Belgie)
14.9. - Baptiste-Florian Marle-Ouvrard (Francie)
18.9. - Irena Chřibková (ČR)
Mezinárodní varhanní festival Olomouc 2018
3.9. – Karel Martínek (ČR)
6.9. – Paolo Oreni (Itálie)
10.9. – Thomas Ospital (Francie) & Pavel Hekela (ČR) (recitace)
13.9. – Aleš Bárta (varhany) & Roman Fojtíček (saxofon) (ČR)
17.9. – Bernadetta Šuňavská (Slovensko)
19.9. – Daniel Roth (Francie)
Mezinárodní varhanní festival Olomouc 2019
5.9. – Richard Brasier (Velká Británie)
9.9. – Maurice Clerc (Francie)
12.9. – Michal Markuszewski (Polsko)
16.9. – Pavel Svoboda & Barocco sempre giovane (ČR)
19.9. – Giampaolo Di Rosa (Itálie)
Mezinárodní varhanní festival Olomouc 2020
3.9 Karel Martínek (ČR)
7.9 Nathan J. Laube (USA)
10.9 Timur Chaliullin (RU)
14.9 Bernhard Klapprott (Německo)
17.9 Vincent Dubois (FR)
Mezinárodní varhanní festival Olomouc 2021
2.9 Michaela Káčerková & komorní orchestr MF (ČR)
6.9 Eugenio Maria Fagiani (IT)
9.9 Frederic Blanc (FR)
13.9 Franz Josef Stoiber (Německo)
16.9 Nathan Laube (USA)
Mezinárodní varhanní festival Olomouc 2022
1.9. Karel Martínek (ČR)
5.9. Karol Mossakowski (PL/FR)
8.9. Markéta Schley Reindlová (CZ/DE)
12.9. Gunnar Idenstam (SE)
15.9. Ben van Oosten (NL)

Mezinárodní varhanní festival Olomouc 2023
4.9. Kateřina Málková (CZ)
7.9. Axel Flierl (DE)
11.9. Pavla Salvová a Jan Rotrekl (CZ)
14.9. David Cassan (FR)
18.9. Balázs Szabó (HU)